# Netflix and chill

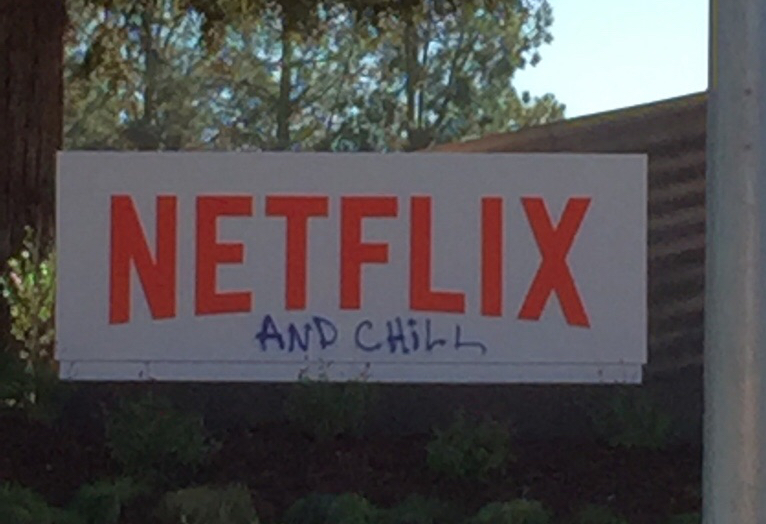
Napis Netflix przed siedzibą firmy z dopisanym and chill

Netflix and chill (wym. /ˈnɛtflɪks ən ˈtʃɪl/ⓘ) – anglojęzyczny zwrot internetowy używany jako eufemizm dla aktywności seksualnej, zarówno jako określenie miłości romantycznej, jak i przygodnego seksu.
Od czasu zanotowania pierwszego użycia w 2009 roku, zwrot ten zyskał popularność wśród społeczności na Twitterze oraz na innych portalach społecznościowych jak Facebook czy Vine. Do 2015 roku wyrażenie Netflix and chill stało się internetowym memem, a telewizja Fusion stwierdziła, że jego użycie wśród nastolatków na portalach społecznościowych „ma konotację seksualną”.

## Historia

### Definicja
Internetowy słownik idiomów Farlex Dictionary of Idioms definiuje Netflix and chill w następujący sposób: „fraza, której można użyć w celu określenia faktycznego relaksu i oglądania serwisu strumieniowego Netflix (być może podczas przebywania z kimś innym), lub jako pretekst lub eufemizm dla spotkania z kimś do uprawiania seksu”.

### Etymologia i popularyzacja
I’m about to log onto Netflix and chill for the rest of the day.
Zaraz się zaloguję na Netflixa i będę się relaksować przez resztę dnia.

Fraza Netflix and chill jest połączeniem dwóch angielskich rzeczowników: „Netflix” – internetowej wypożyczalni oraz chill, czyli „relaks” i spójnika and. Jego pierwsze użycie datuje się na 21 stycznia 2009 roku, kiedy posłużyła się nim użytkowniczka Twittera – NoFaceNina [@nofacenina]. Początkowo zwrot ten nie miał zabarwienia seksualnego i oznaczał mniej więcej tyle co „oglądać Netflix podczas relaksu”. Około 2012 roku wyrażenie Netflix and chill zaczęło funkcjonować jako rzeczownik złożony. W połowie 2014 roku coraz więcej użytkowników Twittera zaczęło używać zwrotu w sensie odbycia stosunku seksualnego. Znaczenie to upowszechniło się przede wszystkim wśród społeczności afroamerykańskiej, a rok później sformułowanie trafiło do największego internetowego słownika slangu młodzieżowego Urban Dictionary. W tym samym roku Netflix and chill zaczęło funkcjonować jako mem internetowy, przyciągając uwagę takich portali jak The Guardian czy Daily Mirror.